# Rubén Belima
Rubén Belima Rodríguez (Móstoles, España, 11 de febrero de 1992) es un futbolista ecuatoguineano que juega como extremo en el Athletic Club Torrellano de la Tercera Federación. Es internacional con la selección de Guinea Ecuatorial.

## Trayectoria
Se trata de un extremo izquierdo formado en el F. C. Torrevieja, con cuyo primer equipo llegó a disputar partidos de Tercera División, y que fue cedido a fines de marzo de 2010 a las categorías inferiores del Real Madrid. Terminada la temporada 2009/2010, el club madrileño lo compró y estuvo allí hasta el 2015, llegando a jugar para sus filiales "B" y "C", aparte de entrenar con el primer equipo con el que no llegó a debutar. En 2016, tras superar una lesión, ficha por el FC Koper.
En enero de 2019 fichó por el G. D. Estoril.
En enero de 2021 regresó a España para jugar en la S. D. Logroñés. En julio del mismo año recaló en el Hércules C. F. firmando por una temporada con opción a otra. Sin embargo, a mitad de la misma se fue al C. D. Móstoles U. R. J. C.

## Selección nacional
Belima, nacido en Móstoles y criado en Torrevieja (ambas ciudades de España), clasifica por Guinea Ecuatorial ya que su padre es oriundo de Bata. Hizo su debut el 16 de noviembre de 2013, en un amistoso jugado curiosamente contra su país de nacimiento, España, y disputando los últimos minutos de aquel encuentro, perdido por 1-2. Anteriormente, había sido convocado para un amistoso contra Gabón, el cual se jugaría en agosto de 2013, pero este se suspendió una semana antes de la fecha programada.

## Estadísticas
A último partido jugado el 27 de enero de 2020
| Club                                | Temporada           | Liga       | Liga  | Copa       | Copa  | TOTAL      | TOTAL |
| Club                                | Temporada           | P. Jugados | Goles | P. Jugados | Goles | P. Jugados | Goles |
| ----------------------------------- | ------------------- | ---------- | ----- | ---------- | ----- | ---------- | ----- |
| F. C. Torrevieja · España           | 2008-09             | 1          | 0     | 0          | 0     | 1          | 0     |
| F. C. Torrevieja · España           | 2009-10             | 7          | 0     | 0          | 0     | 7          | 0     |
| Real Madrid C. F. "C" · España      | 2010-11             | 6          | 2     | -          | -     | 6          | 2     |
| Real Madrid C. F. "C" · España      | 2011-12             | 26         | 1     | -          | -     | 26         | 1     |
| Real Madrid C. F. "C" · España      | 2012-13             | 15         | 2     | -          | -     | 15         | 2     |
| Real Madrid Castilla C. F. · España | 2013-14             | 1          | 0     | -          | -     | 1          | 0     |
| Real Madrid Castilla C. F. · España | 2014-15             | 2          | 0     | -          | -     | 2          | 0     |
| F. C. Koper Eslovenia               | 2015-16             | 10         | 1     | 0          | 0     | 10         | 1     |
| F. C. Koper Eslovenia               | 2016-17             | 23         | 4     | 1          | 0     | 24         | 4     |
| Leixões S. C. Portugal              | 2017-18             | 20         | 3     | 3          | 1     | 23         | 4     |
| NK Domžale Eslovenia                | 2018-19             | 5          | 0     | 2          | 1     | 7          | 1     |
| Estoril Praia Portugal              | 2018-19             | 13         | 1     | 0          | 0     | 13         | 1     |
| Estoril Praia Portugal              | 2019-20             | 9          | 0     | 2          | 0     | 11         | 0     |
| Total en su carrera                 | Total en su carrera | 138        | 14    | 8          | 2     | 146        | 16    |